# Sionismo cristiano
Il sionismo cristiano è una corrente di pensiero cristiana che ritiene il ritorno degli ebrei nella Terra Santa e la fondazione dello Stato di Israele nel 1948 segno del compimento delle profezie bibliche.

## Storia
Attraverso la storia, alcuni grandi leader cristiani hanno sostenuto la posizione teologica conosciuta oggi come Sionismo cristiano.  Gli stessi Apostoli di Gesù, tutti ebrei, si attendevano dal Messia il compimento delle promesse dell'Antica Alleanza che sarebbero culminate nel ristabilimento del Regno davidico come segno della fine dei tempi: "Quelli dunque che erano con lui gli domandavano: 'Signore, è questo il tempo nel quale ricostituirai il regno per Israele?'". (Atti 1,6). Col passare dei secoli, la Chiesa cristiana, formata soprattutto da Gentili, ha in parte ritenuto superata quella posizione.
La traduzione della Bibbia nelle lingue volgari nel XV e XVI secolo ha rinnovato l'apprezzamento dei cristiani per le radici ebraiche del cristianesimo e le promesse bibliche verso il popolo ebraico. Oggi un forte appoggio per Israele da parte di milioni di cristiani evangelici si estende ad ogni parte del globo. Si tratta di un movimento globale in espansione che continuerà negli anni a venire a dare un forte supporto ad Israele.
L'ideologia, diffusa in alcuni settori del protestantesimo anglosassone, alcuni la collegano con la corrente teologica protestante definita dispensazionalismo, fondata da John Nelson Darby (1800–1882). Il dispensazionalismo è una teologia che sostiene una concezione favorevole al popolo ebraico e allo Stato di Israele, ma che non può essere identificata col sionismo cristiano tout-court. Il sostegno cristiano al ristabilimento del popolo ebraico nella loro terra ancestrale comincia molto prima del sorgere del dispensazionalismo.
Hanno sostenuto in varia misura il sionismo cristiano: Fratelli moravi, puritani, pietisti, Thomas Draxe, Thomas Brightman, Joseph Mede, Henry Finch; Isaac de La Peyrere, Anders Pederson Kempe, Increase Mather, Ebenezer and Joanna Cartwright, Oliver Cromwell, John Toland, Holeger Paulli, Isaac Newton, Joseph Priestley, Johann Heinrich Jung-Stilling, Nikolaus Zinzendorf, Joseph Eyre, Charles Jerram, John Milton, Thomas Newton, George Gawler, Lord Shaftesbury, Robert Browning, George Eliot, Robert Murray M' Cheyne, John Nelson Darby, J.C. Ryle, Charles Henry Church, John Stoddard, William H. Hechler, Jean Henri Dunant, Laurence Oliphant, John Wesley, Charles Wesley, Charles Haddon Spurgeon, William E. Blackstone, Lord Arthur James Balfour, Lloyd George, Woodrow Wilson, John Henry Patterson, Charles Orde Wingate, Richard Meinertzhagen, John Grauel, William Hull, Harry S. Truman.

## Contenuto dottrinale
Il sionismo cristiano, come dottrina teologica, non implica necessariamente simpatia per gli ebrei come popolo o per l'ebraismo come religione. Poiché il testo biblico è pieno di riferimenti a Israele, è abituale per i sionisti cristiani richiamare le radici ebraiche della cristianità e promuovere l'uso di termini tratti dalla tradizione ebraica all'interno delle loro pratiche religiose. Tuttavia i sionisti cristiani ritengono che al compiersi delle profezie, un numero rilevante di ebrei accetterà Gesù come il loro messia e che negli ultimi giorni gli ebrei messianici praticheranno una qualche forma di cristianesimo ebraico.
Circa la rilevanza del sionismo cristiano come movimento religioso negli Stati Uniti è talora citato l'asserito successo dei romanzi della serie Left Behind scritti dal predicatore Tim LaHaye e da Jerry B. Jenkins che hanno raggiunto i primi posti nella classifica dei best seller del New York Times.